# Taiwan Rugby League 2023
Ne doit pas être confondu avec Championnat de Taipei chinois de rugby à XV.
Navigation
2022
La Taiwan Rugby League 2023 (en chinois traditionnel : 2023 臺灣企業橄欖球聯賽 ; pinyin : Táiwān qǐyè gǎnlǎnqiú liánsài 2023) est la deuxième édition de la Taiwan Rugby League, compétition annuelle mettant en prise des équipes semi-professionnelles de rugby à XV de Taïwan sur le modèle d'une ligue corporative. Elle se déroule du 24 juin au 9 décembre 2023.
La compétition est remportée par Taipei Yuan-kun, tenant du titre,.

## Format
La compétition se déroule du 24 juin au 9 décembre 2023 en deux phases.
Quatre équipes s'affrontent durant six journées de phase régulière, suivant un format de tournoi toutes rondes aller-retour, du 24 juin au 29 juillet,,.
À l'issue de cette dernière, une phase finale oppose les quatre meilleures équipes afin de désigner le champion,. Elle est organisée les 2 et 9 décembre,, après une interruption de plusieurs mois liée aux épreuves des Jeux asiatiques puis au tournoi asiatique de qualification pour les Jeux olympiques de 2024. Le calendrier sera aménagé en cours de compétition, déplaçant les trois dernières journées de la saison régulière au mois de novembre afin d'allonger la période de préparation de l'équipe nationale aux Jeux asiatiques.

## Participants
| Équipe                                                       | Ville          |
| ------------------------------------------------------------ | -------------- |
| Hai Yang Ocean Feed (長大海洋飼料, Zhǎngdà hǎiyáng sìliào)   | Kaohsiung      |
| New Taipei Lei Xu Lions (新北雷旭猛獅, Xīnběi léixù měngshī) | Nouveau Taipei |
| Tainan Kaier (台南楷爾, Táinán kǎiěr)                        | Tainan         |
| Taipei Yuan-kun (台北元坤, Táiběi yuán kūn)                  | Taipei         |

| \| Kaohsiung Nouveau Taipei Tainan Taipei \| Localisation des clubs engagés dans la compétition. |
| Kaohsiung Nouveau Taipei Tainan Taipei                                                           |

## Lieux
| Stade                                            | Ville          | Journées                                             |
| ------------------------------------------------ | -------------- | ---------------------------------------------------- |
| Banqiao Stadium (en)                             | Nouveau Taipei | 1re journée (4e et 5e journées avant délocalisation) |
| Stade national                                   | Kaohsiung      | 2e et 3e journées                                    |
| Stade de rugby de Yonghua                        | Tainan         | 4e, 5e et 6e journées Demi-finales et finales        |
| Stade de l'université chrétienne Chang Jung (en) | Tainan         | (6e journée avant délocalisation)                    |

## Résumé des résultats

### Classement de la saison régulière
Les équipes suivantes se classent respectivement de la 1re à la 4e place, :
1. Taipei Yuan-kun (5 victoires et 1 défaite)
2. Hai Yang Ocean Feed (4 victoires et 2 défaites)
3. New Taipei Lei Xu Lions (2 victoires et 4 défaites)
4. Tainan Kaier (1 victoire et 5 défaites)

Attribution des points :
victoire : 3 points, match nul : 1 point, défaite : 0 point.
Attribution des bonus :
un point de bonus offensif pour quatre essais marqués, un point de bonus défensif pour une défaite par sept point d'écart ou moins.
Règles de classement :
1. points au classement ;
2. nombre de victoires ;
3. différence entre victoires et défaites ;
4. différence entre points marqués et concédés ;
5. nombre d'essais ;
6. nombre de tir au but convertis ;
7. nombre de cartons rouges ;
8. nombre de cartons jaunes.

### Tableau final
|  | Demi-finales            | Demi-finales        |                        |    | Finale          | Finale          |
|  | Demi-finales            | Demi-finales        |                        |    | Finale          | Finale          |
|  |                         |                     |                        |    |                 |                 |
|  | 2 décembre 2023         | 2 décembre 2023     |                        |    | 9 décembre 2023 | 9 décembre 2023 |
|  | 2 décembre 2023         | 2 décembre 2023     |                        |    | 9 décembre 2023 | 9 décembre 2023 |
|  | Taipei Yuan-kun         | 41                  |                        |    | 9 décembre 2023 | 9 décembre 2023 |
|  | Taipei Yuan-kun         | 41                  |                        |    | 9 décembre 2023 | 9 décembre 2023 |
|  | Tainan Kaier            | 24                  |                        |    | 9 décembre 2023 | 9 décembre 2023 |
|  | Tainan Kaier            | 24                  | Taipei Yuan-kun        | 24 |                 |                 |
|  | 2 décembre 2023         |                     | Taipei Yuan-kun        | 24 |                 |                 |
|  |                         | Hai Yang Ocean Feed | 21                     |    |                 |                 |
|  | Hai Yang Ocean Feed     | Hai Yang Ocean Feed | 21                     | 22 |                 |                 |
|  | Hai Yang Ocean Feed     |                     |                        | 22 |                 |                 |
|  | New Taipei Lei Xu Lions | 10                  |                        |    |                 |                 |
|  | New Taipei Lei Xu Lions | 10                  | Match pour la 3e place |    |                 |                 |
|  |                         |                     |                        |    |                 |                 |
|  | 9 décembre 2023         |                     |                        |    |                 |                 |
|  |                         |                     |                        |    |                 |                 |
|  | Tainan Kaier            | 24                  |                        |    |                 |                 |
|  | Tainan Kaier            | 24                  |                        |    |                 |                 |
|  | New Taipei Lei Xu Lions | 41                  |                        |    |                 |                 |
|  | New Taipei Lei Xu Lions | 41                  |                        |    |                 |                 |

## Résultats détaillés

### Phase finale
| Demi-finale 1 2 décembre 2023 13 h 0 UTC+08:00 | Taipei Yuan-kun | 41 - 24 | Tainan Kaier | Stade de rugby de Yonghua, Tainan |
| Demi-finale 1 2 décembre 2023 13 h 0 UTC+08:00 |                 |         |              | Stade de rugby de Yonghua, Tainan |
| Demi-finale 1 2 décembre 2023 13 h 0 UTC+08:00 |                 |         |              | Stade de rugby de Yonghua, Tainan |

| Demi-finale 2 2 décembre 2023 15 h 0 UTC+08:00 | Hai Yang Ocean Feed | 22 - 10 | New Taipei Lei Xu Lions | Stade de rugby de Yonghua, Tainan |
| Demi-finale 2 2 décembre 2023 15 h 0 UTC+08:00 |                     |         |                         | Stade de rugby de Yonghua, Tainan |
| Demi-finale 2 2 décembre 2023 15 h 0 UTC+08:00 |                     |         |                         | Stade de rugby de Yonghua, Tainan |

| Finale pour la 3e place 9 décembre 2023 13 h 0 UTC+08:00 | Tainan Kaier | 24 - 41 | New Taipei Lei Xu Lions | Stade de rugby de Yonghua, Tainan |
| Finale pour la 3e place 9 décembre 2023 13 h 0 UTC+08:00 |              |         |                         | Stade de rugby de Yonghua, Tainan |
| Finale pour la 3e place 9 décembre 2023 13 h 0 UTC+08:00 |              |         |                         | Stade de rugby de Yonghua, Tainan |

| Finale 9 décembre 2023 15 h 0 UTC+08:00 | Taipei Yuan-kun | 24 - 21 | Hai Yang Ocean Feed | Stade de rugby de Yonghua, Tainan |
| Finale 9 décembre 2023 15 h 0 UTC+08:00 |                 |         |                     | Stade de rugby de Yonghua, Tainan |
| Finale 9 décembre 2023 15 h 0 UTC+08:00 |                 |         |                     | Stade de rugby de Yonghua, Tainan |